# Zamia poeppigiana
Zamia poeppigiana — вид голонасінних рослин класу Саговникоподібні (Cycadopsida).
Етимологія: видовий епітет вшановує Едуарда Фрідріха Пёппіга (нім. Eduard Friedrich Poeppig, 1798–1868) німецького ботаніка, зоолога і мандрівника з Лейпцига, який першим зібрав вид під час експедиції до Бразилії і Перу (1829–1832).

## Опис
Стовбур дерев'янистий, до 4 м у висоту і 25 см діаметром. Листків 10–15, вони 1–3 м завдовжки; черешок з численними дрібними колючками, завдовжки 30–70 см; хребет з колючками в нижній третині, з 20–40 парами листових фрагментів. Листові фрагменти ланцетні, від загострених до гострих на верхівці, поля сильно зубчасті у верхній третині, середні — завдовжки 15–40 см, 2–4 см завширшки. Пилконосні стробіли від кремових до жовтувато-коричневих, циліндричні, 20–30 см завдовжки, 3–5 см діаметром.; плодоніжка завдовжки 5–8 см. Овуляційні стробіли від жовтувато-коричневих до коричневих, від циліндричних до яйцевидо-циліндричних, завдовжки 25–40 см, 10–15 см діаметром. Насіння червоне, довгасте, чітко сплощене, 1–1,5 см завдовжки, 0,5–0,8 см діаметром. 2n = 16.

## Поширення, екологія
Країни зростання: Бразилія (Акко); Колумбія (материк); Еквадор (материк); Перу. Цей вид росте в гумусових багатих ґрунтах, в тінистих, вологих лісах, часто на впалих і стовбурів дерев, що розкладаються.

## Загрози та охорона
Вид поширений широко, але спорадично. Місцеві популяції дають хороший набір насіння і утворюють розсади. На відміну від Z. obliqua ще одного деревного виду, Z. poeppigiana  — є правдоподібним — виробляє шишки, коли стебла ще не деревовиді, таким чином, зменшуючи загрозу від руйнування середовища проживання.